# Zdobycie Jerez de la Frontera
Zdobycie Jerez de la Frontera – starcie zbrojne, które miało miejsce w roku 1264 w okresie Rekonkwisty. 
W roku 1263 doszło do buntu Maurów, którzy zerwali obowiązujący od roku 1245 pokój z Kastylią. Przeciwko Hiszpanom wystąpili Maurowie z południowych regionów kraju: Kadyksu, Puerto de Santa Maria, Jerez de la Frontera, Medina-Sidonia czy Utrera. W odpowiedzi na ataki Maurów, król Kastylii Alfons X zebrał wojsko i wyruszył przeciwko powstańcom, zdobywając poszczególne miasta. 14 października flota kastylijska dowodzona przez adm. Pedro Martineza de Fa odbiła Kadyks. Najdłużej broniącym się miastem było Jerez de la Frontera, które zostało oblężone przez lennika Kastylii – Al Ahmara. Dnia 9 października po sześciomiesięcznych walkach, obrońcy ostatecznie skapitulowali. Wszystkich Maurów ze zbuntowanych i zdobytych miast wypędzono do Afryki. 